# Danh sách loài của chi Vi hoàng
Vi hoàng là một chi thực vật có hoa rất lớn trong họ Cúc.

## A
- Senecio achilleifolius DC.
- Senecio actinella Greene—Flagstaff ragwort
- Senecio adenotrichius DC.
- Senecio aegyptius L.
- Senecio alatus Wall. ex DC.
- Senecio albonervius Tacote
- Senecio alboranicus
- Senecio amplectens Gray—alpine groundsel, showy alpine groundsel, showy alpine ragwort
- Senecio ampullaceus—Texas ragwort, Texas squaw-weed, Texas groundsel, clasping-leaf groundsel
- Senecio angulatus L. f. -- Climbing groundsel
- Senecio angustifolius
- Senecio antandroi Scott-Elliot
- Senecio anteuphorbium (L.) Sch. Bip.
- Senecio antitensis Baker
- Senecio antisanae
- Senecio aphanactis Greene—chaparral ragwort
- Senecio arborescens
- Senecio arizonicus Greene—Arizona ragwort
- Senecio aronicoides DC. -- rayless ragwort
- Senecio articulatus—candle plant, sausage plant
- Senecio astephanus Greene—San Gabriel ragwort
- Senecio atratus Greene—tall blacktip ragwort
- Senecio aureus

## B
- Senecio bahioides Hook. & Arn.
- Senecio barbertonicus
- Senecio barorum Humbert
- Senecio battiscombei
- Senecio benedictus
- Senecio bennettii G. Simpson & J. S. Thomson
- Senecio bicolor (Willd.) Todaro—silver ragwort
- Senecio bigelovii Gray—nodding ragwort, Bigelow grounsel
- Senecio bipinnatisectus (F. Muell.) Belcher
- Senecio blochmaniae Greene—dune ragwort
- Senecio brasiliensis
- Senecio breweri Burtt Davy—Brewer's ragwort
- Senecio brunonianus Hook. & Arn.
- Senecio burchellii DC. -- Molteno Disease Plant
- Senecio bupleuroides DC.

## C
- Senecio cacaliaster Lam
- Senecio californicus DC. -- California ragwort
- Senecio cambrensis—Welsh groundsel, Welsh ragwort
- Senecio cappa Buch.-Ham. ex D. Don
- Senecio cedrosensis Greene
- Senecio cedrorum Raynal
- Senecio cerberoanus J.Rémy
- Senecio chilensis Less.
- Senecio citriformis—Blue Seaweed
- Senecio clarkianus Gray—Clark's ragwort
- Senecio cleavelandii Greene
- Senecio clivorum Maxim. aka Ligularia dentata—summer ragwort
- Senecio compactus Kirk
- Senecio confusus Elmer
- Senecio congestus (R. Br.) DC. -- Marsh ragwort, Clustered marsh ragwort, Marsh fleabane
- Senecio coquimbensis Phil. (1858)
- Senecio crassiflorus (Poir.) DC.
- Senecio crassissimus Humbert—vertical leaf
- Senecio crassulus Gray—meadow groundsel, thickleaf groundsel, thickleaf ragwort
- Senecio cunninghamii DC.
- Senecio cynthiodes Greene

## D
- Senecio densiflorus Wall. ex DC.
- Senecio denticulatus (Hook. & Arn.) DC.
- Senecio doria L. -- golden ragwort
- Senecio doronicum

## E
- Senecio eboracensis—York groundsel
- Senecio elegans L. -- redpurple ragwort, purple groundsel
- Senecio elaeagnifolius Hook. f.
- Senecio elmeri Piper—Elmer's ragwort
- Senecio eremophilus Richards. -- desert groundsel, desert ragwort
- Senecio ertterae T.M. Barkl. -- Ertter's ragwort
  - Senecio eruciformis

## F
- Senecio ficoides (L.) Sch.Bip.
- Senecio fistulosus Poepp. ex Less.
- Senecio flaccidus Less. -- Douglas senecio, threadleaf groundsel, threadleaf ragwort
- Senecio flavus (Decne.) Sch. Bip.
- Senecio fluviatilis Wallr. -- broad-leaved ragwort
- Senecio formosus Kunth
- Senecio franciscanus Greene—San Francisco Peaks groundsel
- Senecio fremontii Torr. & Gray—dwarf mountain ragwort, Fremont's groundsel

## G
- Senecio gallicus Chaix

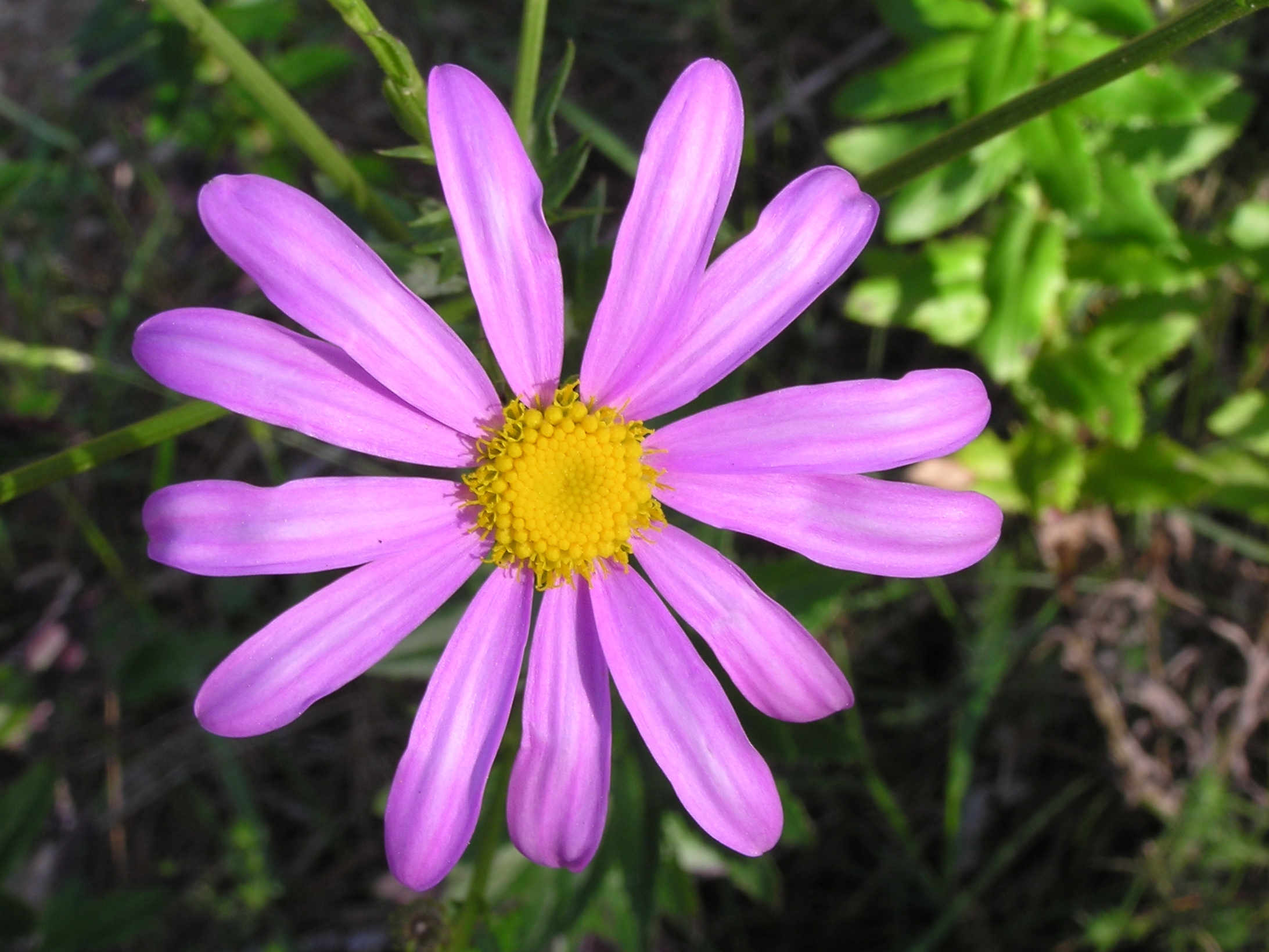
Senecio glastifolius

- Senecio glabella (Poir.) C. Jeffrey -- Butterweed
- Senecio glabellus -- Cressleaf groundsel
- Senecio glaberrimus DC.
- Senecio glabratus Hook. & Arn.
- Senecio glastifolius L. f. -- purple ragwort, waterdissel
- Senecio glaucus L.
- Senecio graciliflorus DC.
- Senecio grandifolius Less.
- Senecio greyi Hook. f.
- Senecio grisebachii Baker

## H
- Senecio hakeifolius Bertero ex DC.
- Senecio halleri
- Senecio haloragis J.Rémy
- Senecio harveyanus MacOwan

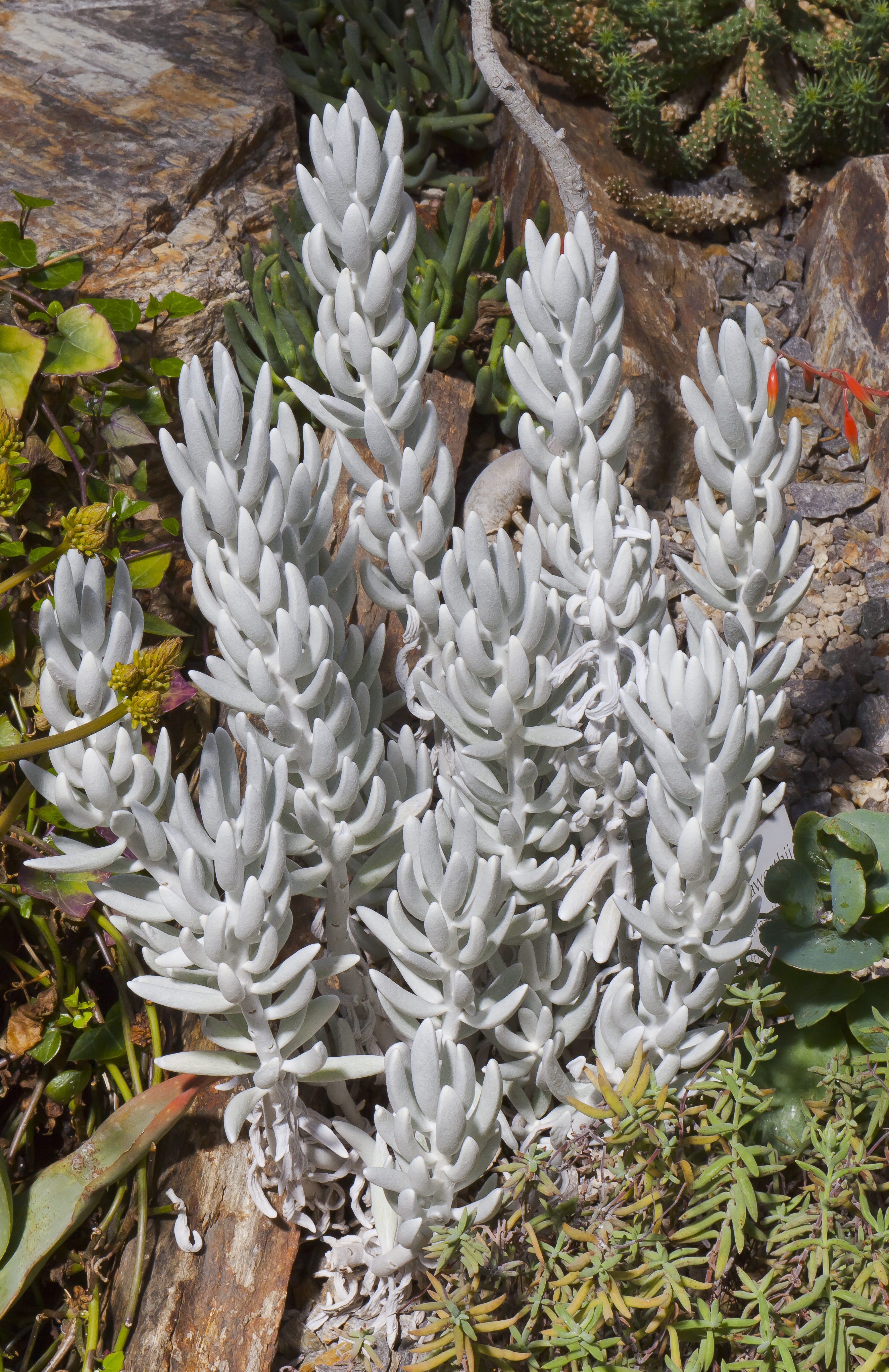
Senecio haworthii

- Senecio haworthii -- woolly senecio
- Senecio hercynicus
- Senecio herreianus
- Senecio heterotrichus DC.
- Senecio huntii F. Muell.
- Senecio hydrophiloides Rydb. -- tall groundsel, tall groundsel
- Senecio hydrophilus Nutt. -- alkali marsh groundsel, water groundsel, water ragwort

## I-J
- Senecio ilicifolius L.
- Senecio implexus C.Jeffrey

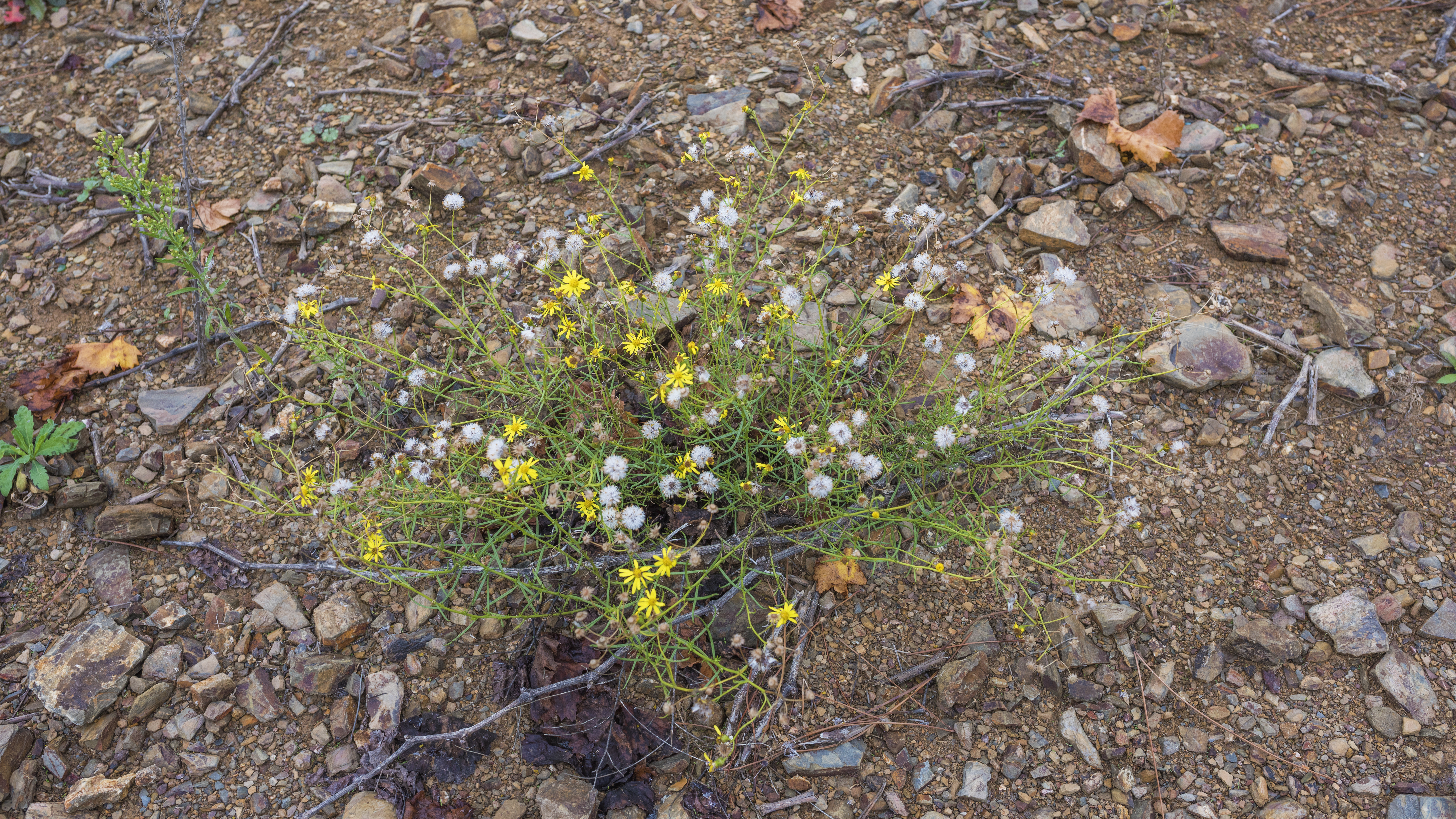
Senecio inaequidens

- Senecio integerrimus Nutt. -- lamb-tongue ragwort, lambstongue groundsel, lambstongue ragwort
- Senecio inaequidens DC. -- narrow-leaved ragwort
- Senecio integerrimus Nutt.
- Senecio integrifolius (L.) Clairv.
- Senecio iosensis G. D. Rowley
- Senecio isatideus DC.
- Senecio iscoensis
- Senecio invalidus C.Jeffrey
- Senecio jacobaea -- common ragwort, stinking willie, tansy ragwort; syn. Jacobaea vulgaris
- Senecio jacobsenii (R.E.Fr.) C.Jeffrey
- Senecio johnstonii

## K
- Senecio keniensis
- Senecio keniodendron -- Giant groundsel
- Senecio keniophytum
- Senecio kickxii Steud.
- Senecio kilimanjari
- Senecio kleinia
- Senecio kleiniiformis Suess.

## L
- Senecio laetus Edgew.
- Senecio lamarckianus
- Senecio latifolius DC.
- Senecio lautus G. Forst. ex Willd.

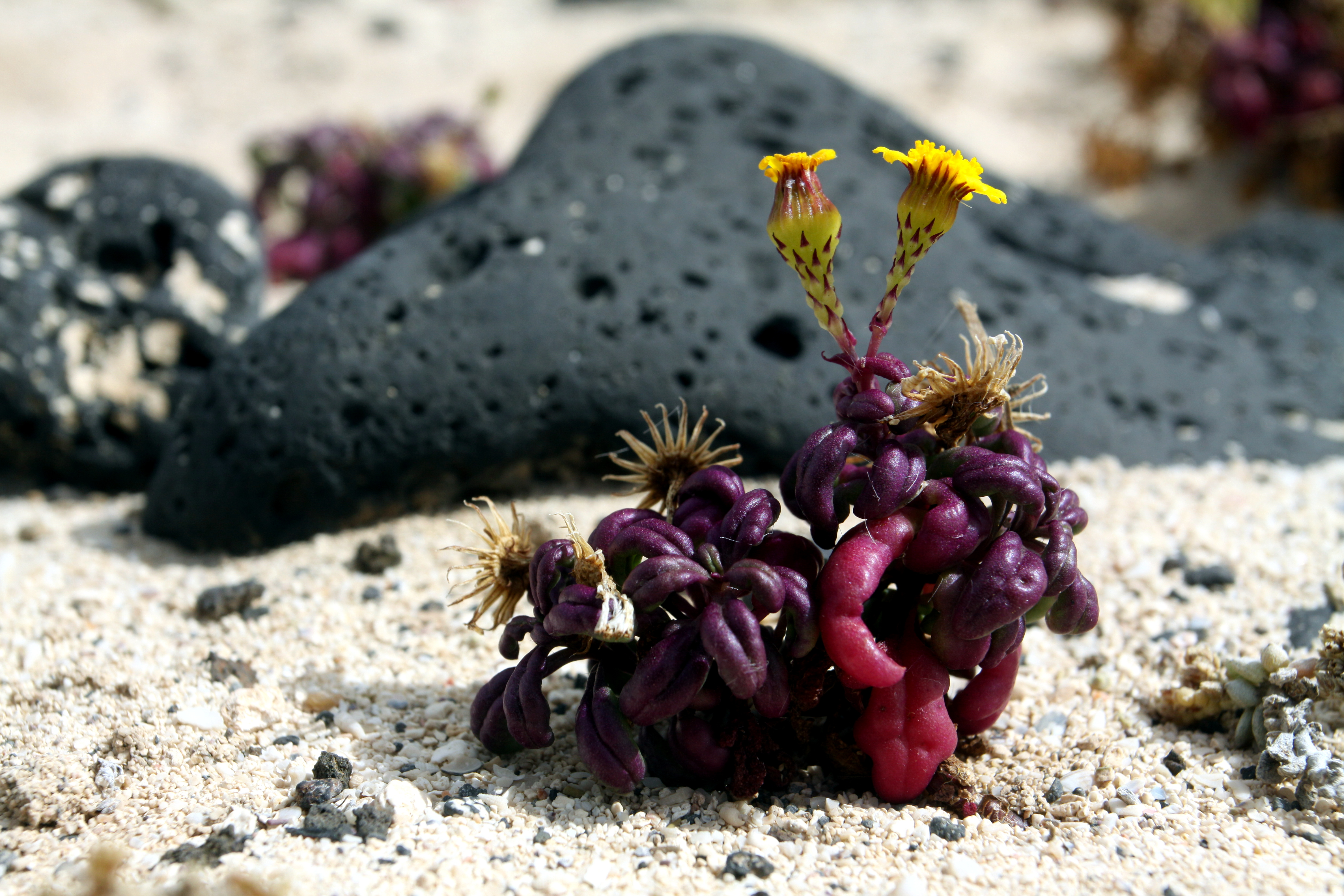
Senecio leucanthemifolius

- Senecio leucanthemifolius Poir. -- Coastal Ragwort
- Senecio lemmonii Gray—Lemmon groundsel, Lemmon's ragwort, Lemmon's butterweed
- Senecio litorosus Fourc.
- Senecio littoralis
- Senecio lucidus (Sw.) DC.
- Senecio lugens Richards. -- small blacktip ragwort
- Senecio luzoniensis Merr.
- Senecio lyonii Gray—island senecio

## M
- Senecio macroglossus

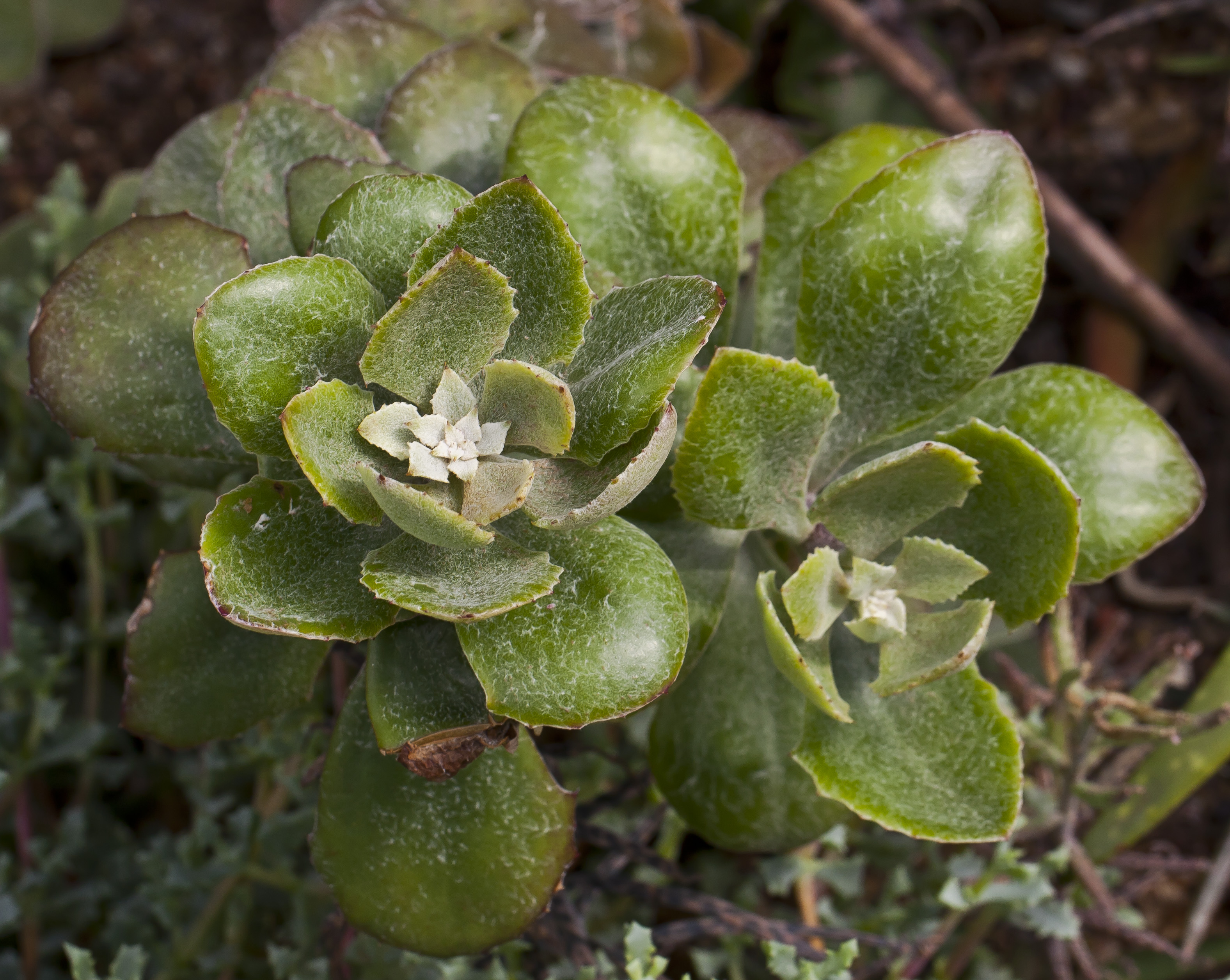
Senecio medley-woodii

- Senecio madagascariensis Poir. -- fireweed, Madagascar groundsel, Madagascar ragwort
- Senecio magnificus F. Muell.
- Senecio mandraliscae—Blue Finger
- Senecio maranguensis O.Hoffm.
- Senecio mattirolii Chiov.
- Senecio medley-woodii Hutch. (1923)
- Senecio megacephalus Nutt. -- rocky ragwort
- Senecio millefolium Torrey and Gray—Piedmont ragwort
  - Senecio millefolius Torrey and Gray
- Senecio mikanioides—German ivy, Cape ivy,
- Senecio minimus Poir.
- Senecio mohavensis Gray—Mohave groundsel, Mojave ragwort
- Senecio monroi Hook. f.
- Senecio moorei R. E. Fr.
- Senecio moresbiensis (Calder & Taylor) G.W. Douglas & G. Ruyle-Douglas—cleftleaf ragwort
- Senecio multidentatus Schultz-Bip. ex Hemsl. -- Huachuca Mountain ragwort
- Senecio multilobatus—axhead butterweed
- Senecio murrayi Bornm.
- Senecio murinus Phil.
- Senecio murorum J.Rémy
- Senecio musiniensis Welsh—Musinea ragwort
- Senecio myriocephalus Sch. Bip. ex A. Rich.

## N
- Senecio nebrodensis L
- Senecio nemorensis

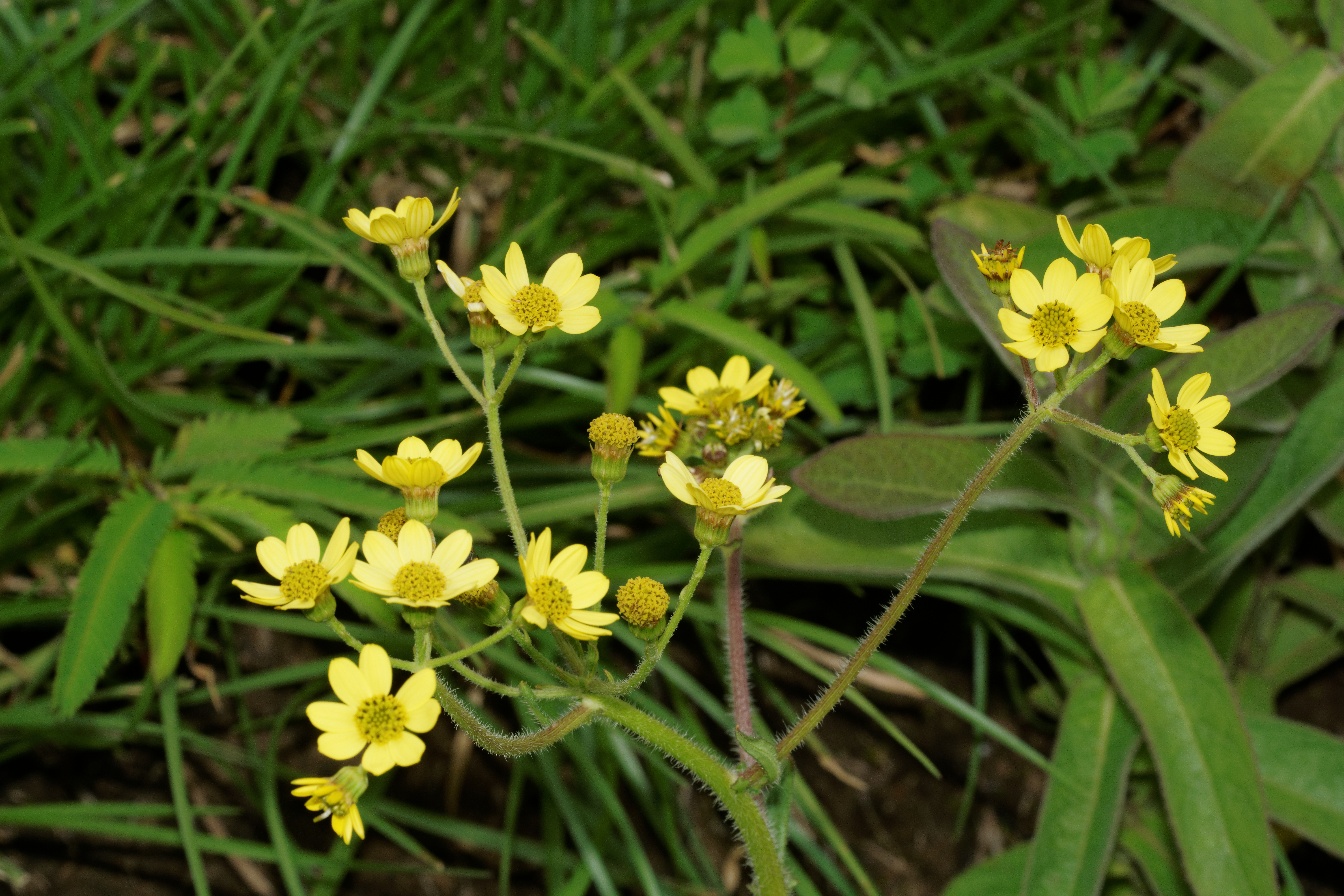
Senecio neelgherryanus

- Senecio neomexicanus—New Mexico groundsel, New Mexico butterweed
- Senecio neowebsteri Blake—Olympic Mountain ragwort
- Senecio nevadensis Boiss. & Reut.
- Senecio newcombei Greene—Newcombe's ragwort
- Senecio nigrescens Hook. & Arn.

## O
- Senecio obovatus Muhl. -- Roundleaf Ragwort, Squaw-weed
- Senecio otites Kunze ex DC.
- Senecio ovatus (P. Gaertn., B. Mey. & Scherb.) Willd. -- wood ragwort
- Senecio oxyriifolius DC.

## P
- Senecio palmeri
- Senecio parryi Gray—mountain ragwort, Parry groundsel
- Senecio patagonicus
- Senecio pattersonensis Hoover—Mono groundsel, Patterson's senecio
- Senecio perdicioides Hook. f.
- Senecio pimpinellifolius Kunth
- Senecio planiflorus Kunze ex Cabrera
- Senecio plattensis (Nutt.) W.A. Weber & A. Löve—Prairie Ragwort, Prairie Groundsel
- Senecio polygaloides
- Senecio provincialis (L.) Druce
- Senecio pseudoarnica Less. -- seaside ragwort
- Senecio pterophorus DC. -- shoddy ragwort, African daisy, South African daisy, winged groundsel
- Senecio pudicus Greene—bashful ragwort
- Senecio pulcher
- Senecio pyrenaicus L.

## Q-R
- Senecio quadridentatus Labill.
- Senecio quaerens—Gila groundsel
- Senecio radicans (L. f.) Sch. Bip.

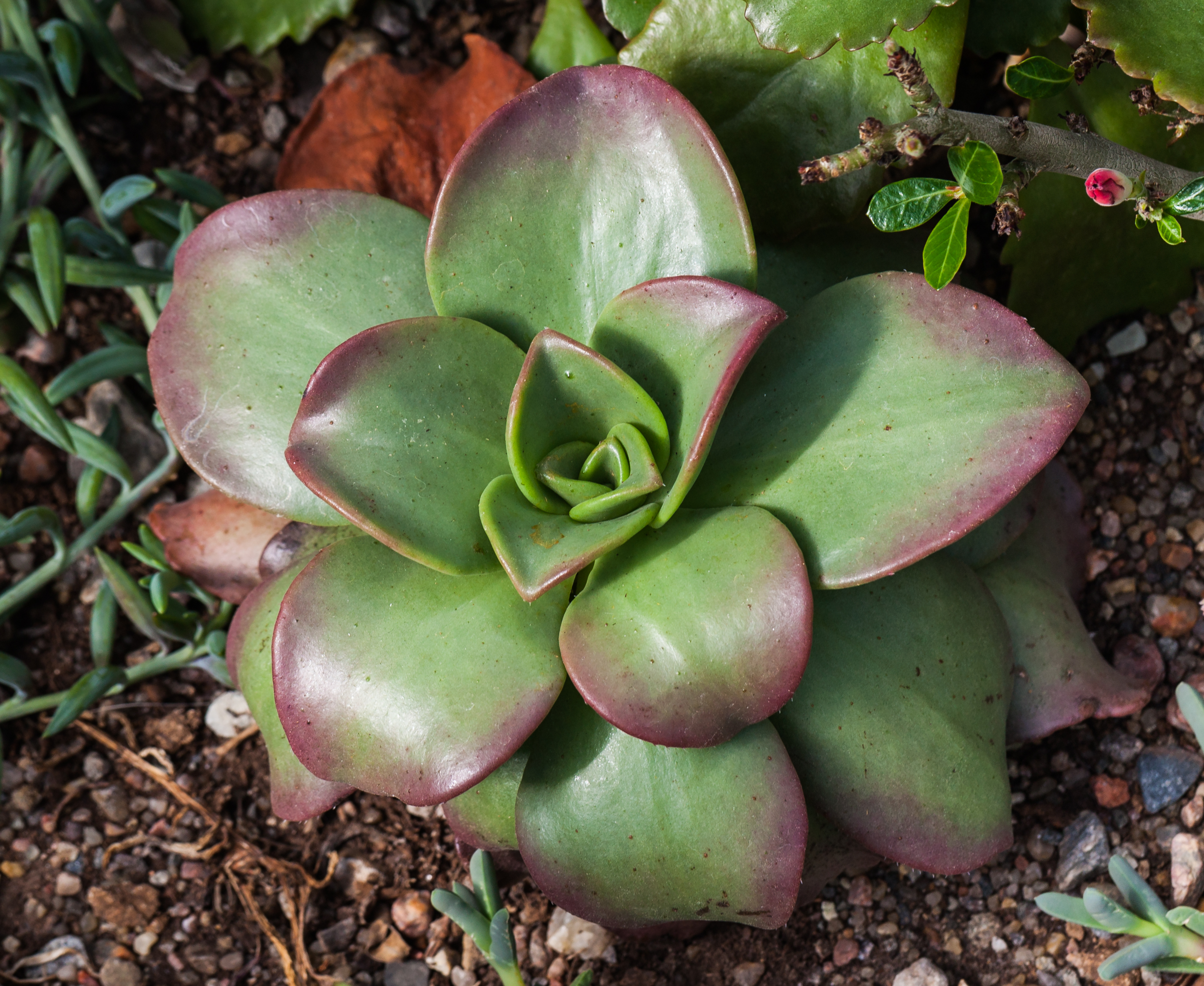
Senecio radicans

- Senecio rapifolius Nutt. -- openwoods ragwort
- Senecio radicans (L. f.) Sch. Bip.
- Senecio retrorsus DC.
- Senecio riddellii Torr. & Gray—Riddell groundsel, Riddell's ragwort, Sand groundsel
- Senecio rowleyanus—String of pearls
- Senecio rupestris Waldst. & Kit. -- rock ragwort

## S
- Senecio sacramentanus Woot. & Standl. -- Sacramento ragwort
- Senecio saxifragoides Hook. f.
- Senecio scandens Buch.-Ham. ex D. Don
- Senecio sarracenicus
- Senecio schimperi Sch. Bip. ex A. Rich.
- Senecio schweinitizianus Nuttall
- Senecio schultzii Hochst. ex A. Rich.
- Senecio scitus Hutch. & Burtt Davy
- Senecio scorzonella Greene—Sierra groundsel, Sierra ragwort
- Senecio serpens G.D.Rowley
- Senecio serra Hook. -- butterweed, butterweed groundsel, tall ragwort
- Senecio sheldonensis Porsild—Mt. Sheldon ragwort
- Senecio silignus De Candolle
- Senecio silvaticus
- Senecio soldanella Gray—Colorado ragwort
- Senecio spartioides Torr. & Gray—broom groundsel, broom-like ragwort
- Senecio sphaerocephalus Greene—ballhead ragwort, marsh groundsel
- Senecio subdentatus Ledeb.
- Senecio squalidus L. -- Oxford ragwort
- Senecio sylvatica L. -- Mountain groundsel
- Senecio sylvaticus L. -- Woodland ragwort, Heath groundsel

## T
- Senecio tamoides DC.
- Senecio taraxacoides (Gray) Greene—dandelion ragwort
- Senecio tenuifolius Burm. f.
- Senecio toxotis C.Jeffrey
- Senecio triangularis Hook. -- arrowleaf groundsel, arrowleaf ragwort
- Senecio tripinnatifidus Reiche
- Senecio transmarinus S.Moore

## U-V
- Senecio uncinellus DC.
- Senecio vaginatus
- Senecio vernalis—Eastern groundsel
- Senecio viravira Hieron.

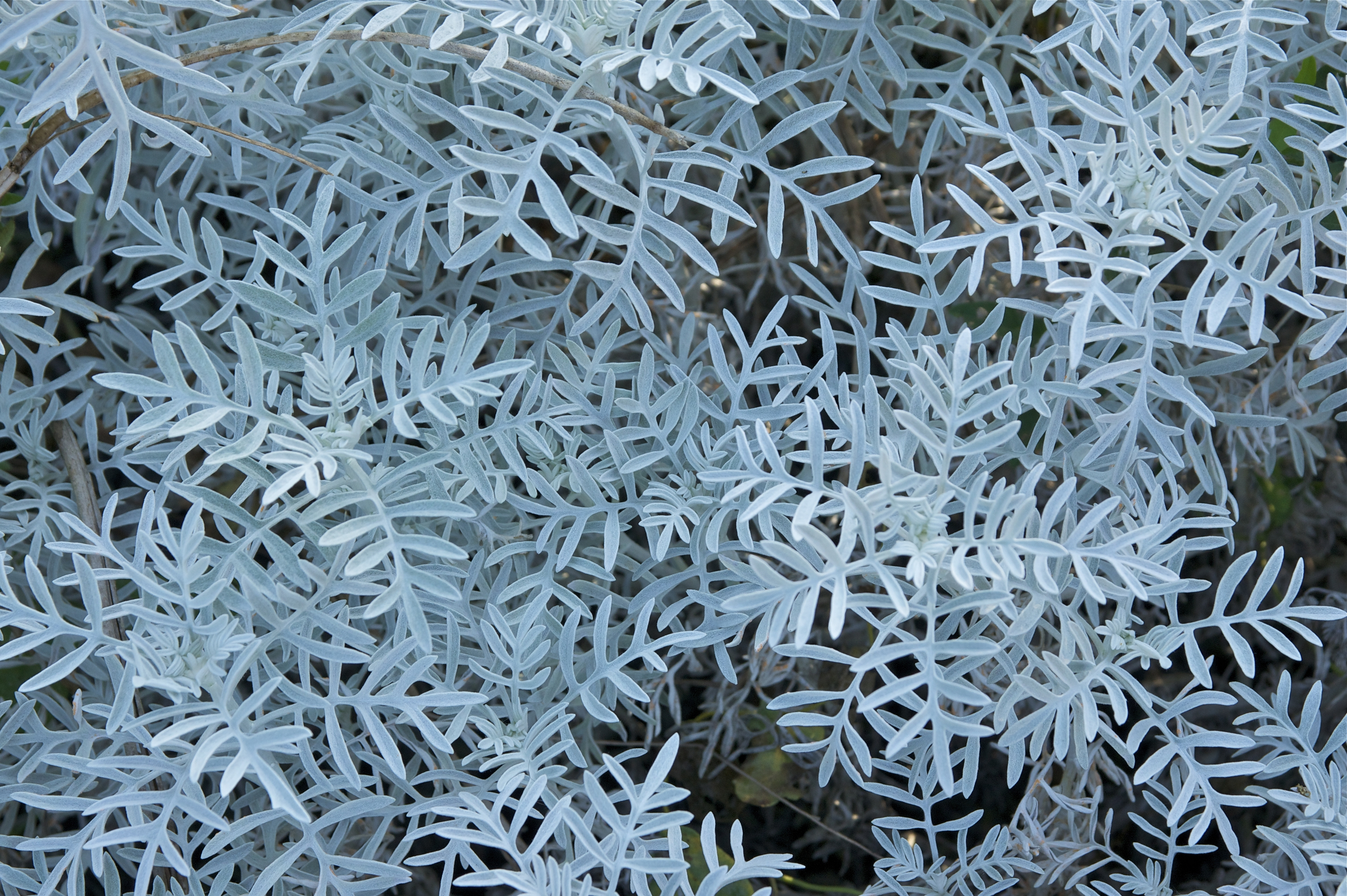
Senecio viravira

- Senecio viscosus—sticky ragwort, sticky groundsel
- Senecio viscosissimus Colla
- Senecio vulgaris—common groundsel, old-man-in-the-spring

## W
- Senecio warnockii Shinners—Warnock's ragwort
- Senecio webbii (Sch. Bip.) H. Christ
- Senecio wootonii Greene—Wooton ragwort, Wooton's ragwort, Wooton's butterweed